# Mesquita dos Cafariotas

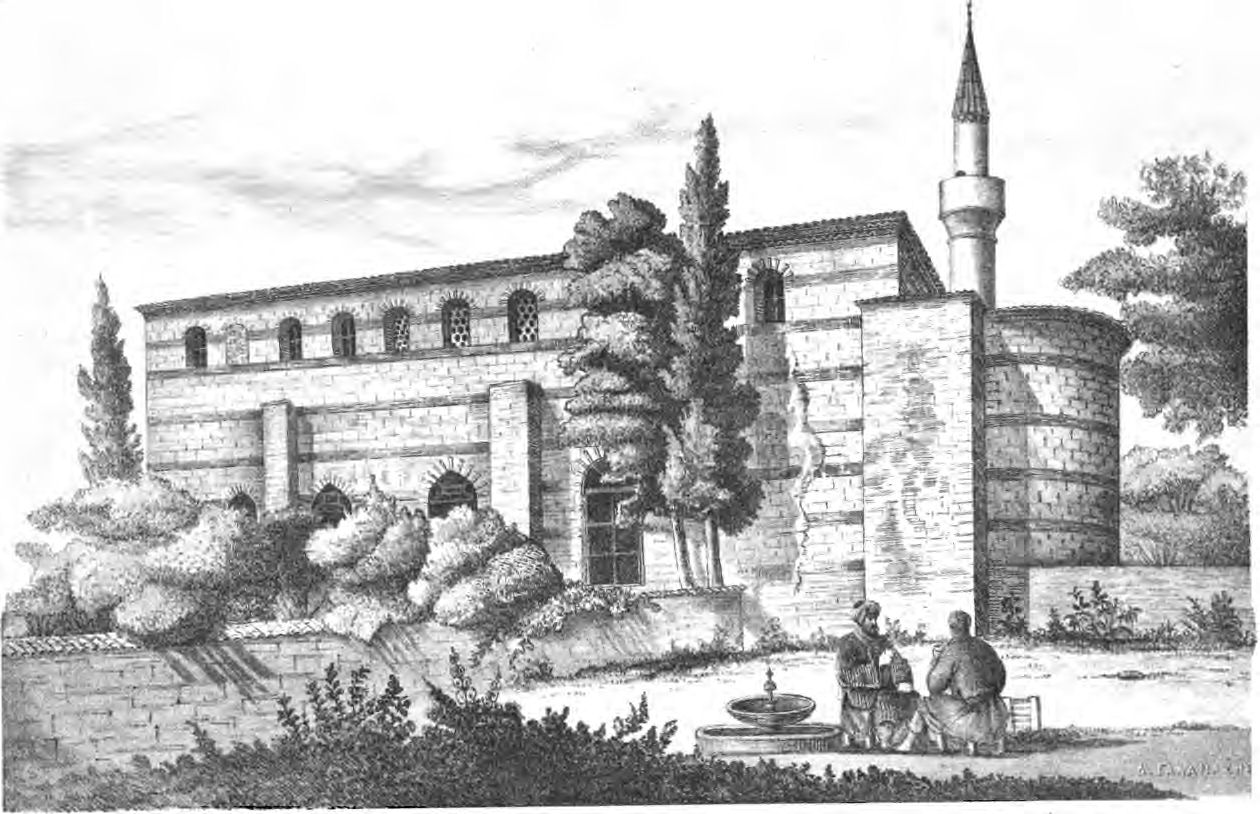
A mesquita em um desenho de 1877

A mesquita dos Cafariotas (em turco: Kefeli Camii; assim nomeado em honra aos habitantes de Cafa na Crimeia), também chamada Pequena Mesquita dos Cafariotas (em turco: Kefeli Mescidi; mescit é turco para pequena mesquita) é uma antiga igreja ortodoxa oriental em Istambul, Turquia, mais tarde conjuntamente oficiada por católicos romanos e armênios e finalmente convertida em uma mesquita pelos otomanos. A igreja católica foi dedicada a São Nicolau. Sua data de consagração como Igreja Ortodoxa é desconhecida. A mesquita é interessante porque repropõe a forma precoce da basílica cristã durante o período bizantino final.

## Localização
O edifício encontra-se em Istambul, no distrito de Fatih, na bairro de Salmatomruk, em Kasap Sokak, mais ou menos a meio caminho entre o Museu de Chora e a Mesquita de Fethiye.

## História
A origem deste edifício, que localiza-se no sopé da sexta colina de Constantinopla, é incerta. A tradição afirma que no século IX Manuel, o Armênio, um general das guerras contra os sarracenos durante o reinado do imperador Teófilo (r. 829–842), converteu sua casa, que ficava próxima da cisterna de Áspar, em mosteiro; Manuel era tio da imperatriz Teodora e antes de se retirar para seu mosteiro foi um dos três conselheiros que ajudaram-na na regência do infante Miguel III, o Ébrio, após a morte de seu marido. O mosteiro foi reconstruído pelo patriarca Fócio, e foi restaurado novamente pelo usurpador Romano I Lecapeno (r. 920–944). O imperador Miguel VII Ducas (r. 1071–1078), ao ser deposto, partiu para o mosteiro. Todos estes eventos mostram a importância deste mosteiro em Constantinopla. De qualquer forma, a atribuição do edifício ao complexo fundado por Manuel está longe de ser certo, e tem sido negado pela pesquisa mais recente.
A história documentada do atual edifício começa em 1475, logo após a Queda de Constantinopla, quando os otomanos conquistaram a colônia genovesa de Cafa, na Crimeia. Todos os habitantes latinos, gregos e judeus que viviam em Cafa ("cafariotas" ou, em turco, "Kefeli") foram então deportados para Istambul e realojados neste quarteirão. Os latinos, principalmente genoveses, foram autorizados a usar este edifício como uma igreja junto com os armênios. A igreja, dedicada a São Nicolau, foi oficiada pelos dominicanos e mantida por quatro famílias católicas. Armênios e católicos tinham altares separados. Este pequena igreja dependia da vizinha igreja católica de Santa Maria, que mais tarde tornou-se a Mesquita de Odalar. Em 1630, sob o reinado de Murade IV (r. 1623–1640), a igreja foi convertida em uma pequena mesquita (mescit) pelo grão-vizir Recebe Paxá, mas manteve a denominação, sendo primeiro conhecida como Kefe Mahalle e depois como Kefeli Mescidi. Em troca, os armênios obtiveram uma igreja grega em Balat.

## Arquitetura
A datação do edifício é incerta. A abside poligonal e os nichos na abside são típicos das igreja do período paleólogo. O edifício é arquitetonicamente interessante porque é um exemplo de re-proposição da forma da basílica cristã precoce durante o final do período bizantino. O edifício é um grande salão, de 22,6 metros de comprimento por 7,22 de largura, orientado na direção norte-sul, o que é bastante incomum entre as igrejas bizantinas em Constantinopla. Sua alvenaria consiste de camadas alternadas de tijolos e pedras. O edifício original tinha uma planta de três naves, mas os únicos restos das naves laterais pertencem à parede final ocidental. Do lado norte há um arco e uma abside semicircular feita de tijolos, que fora tem um formato poligonal. Nas paredes da abside há dois nichos. A principal nave lateral tem paredes que são iluminadas por duas faixas de janelas. As janelas inferiores são muito mais largas que as superiores. A entrada está situada no meio da parede ocidental. Sob o lado ocidental há uma cisterna, cujo telhado assenta em três colunas.